# Polícia Federal: A Lei É para Todos
Polícia Federal: A Lei É para Todos é um filme policial brasileiro de 2017. Dirigido por Marcelo Antunez, produzido por Tomislav Blazic e roteirizado por Thomas Stavros e Gustavo Lipsztein. Foi inspirado no livro homônimo de Carlos Graieb e Ana Maria Santos. Estrelado por Antonio Calloni, retrata a Operação Lava Jato sob o ponto de vista dos investigadores que a protagonizam. Segundo o produtor Tomislav Blazic, a trama será dividida em três filmes, que devem ser lançados a cada ano, e que o filme não é um documentário e por isto, apesar de ser baseado na Lava Jato, não tem a obrigação de ser fiel à realidade.
Custando 16 milhões de reais, o filme não teve os patrocinadores revelados, e não utilizou recursos públicos. Os nomes dos investidores, cerca de 25, foram mantidos em sigilo, segundo Blazic, a pedido dos empresários, que fizeram os desembolsos como pessoas físicas.  "Eles pediram, tenho que respeitar. Muitos filmes foram feitos assim no Brasil e fora dele."  O filme contou com um acordo de cooperação assinado entre Blazic e a Polícia Federal em 2015. O filme teve sua première no dia 28 de agosto para convidados em Curitiba, entre eles estavam os juízes Sergio Moro, Marcelo Bretas e o procurador Deltan Dallagnol, além de delegados, policiais e servidores da justiça, e estreou nos cinemas brasileiros no feriado do Dia da Independência, 7 de setembro.
Na primeira semana atraiu 461.783 às salas de cinema, sendo cerca de 430.000 de quinta a domingo, e outros 30.000 nas pré-estreias, com faturamento de 7,8 milhões de reais, sendo o segundo filme mais assistido atrás do filme estadunidense It: A Coisa. Teve a melhor estreia do ano entre os filmes nacionais. Em 25 de setembro, o número de pessoas que foram ao cinema assistir o filme passou de um milhão, e no final do primeiro dia de outubro se tornou o filme nacional mais visto de 2017 até então. Para a divulgação do filme, a Downtown Filmes montou em algumas redes de cinemas do Brasil estandes reproduzindo bunkers.

## Produção
O produtor Tomislav Blazic estava trabalhando em outro filme com a Polícia Federal no projeto de tráfico de armas e drogas, quando começou a surgir a Operação Lava Jato. Vendo o tamanho do que estava acontecendo com o país, ele resolveu parar este outro projeto e fazer os bastidores da Operação Lava Jato, a fim de que a sociedade tomasse consciência do mal que a corrupção traz para todos.
O filme levou um ano e meio para pesquisa, roteiro e filmagem e recebeu apoio da própria Polícia Federal do Brasil, que prestou consultoria para a produção, dando entrevistas ao diretor e roteiristas, e autorizando a filmagem de cenas nas sua sede de Curitiba e no Rio de Janeiro.

## Elenco
- Antonio Calloni interpreta o competente delegado Ivan, um dos principais investigadores e o narrador do filme sobre a operação Lava Jato. O delegado não acredita em heróis e sim em figuras fundamentais para a operação.
- Bruce Gomlevsky vive o delegado Júlio Cesar. O personagem é bastante próximo da delegada Beatriz (Flávia Alessandra) e muito intenso. Sua transparência nas tomadas de decisões é nítida. Ele procura a fundo, até encontrar as evidências. Muito próximo dos pais e apaixonado pelo que faz.
- Flávia Alessandra interpreta a delegada federal Beatriz. Ela representa mais que determinação. Foi inspirada em pessoas que têm um papel importante na operação, e ela dá voz a todas as mulheres que fazem a diferença na polícia.
- João Baldasserini interpreta Vinicius, um delegado jovem e decidido. A inspiração do personagem surgiu de várias figuras importantes da operação, mas a sua personalidade veio do delegado Maurício Moscardi, que é extrovertido e brincalhão.
- Leonardo Franco interpreta Pedro Henrique
- Rainer Cadete interpreta Ítalo Agneli, ele é um procurador muito determinado, não tem medo de seguir em frente, doa a quem doer. Acredita que se eles seguirem a lei e os fatos, nada mais importa.
- Ary Fontoura interpreta o 35.º presidente do Brasil, Luiz Inácio Lula da Silva.
- Beth Zalcman interpreta a 35.ª primeira-dama do Brasil, Marisa Letícia.
- Marcelo Serrado interpreta o juiz federal Sergio Moro.
- Roberto Birindelli interpreta o doleiro Alberto Youssef.
- Laura Proença interpreta Rosangela Moro.
- Juliana Schalch interpreta Repórter Juliana.
- Eduardo Melo interpreta Fillipo Moro.
- Tadeu Aguiar interpreta Rodrigo.

## Continuação
No segundo semestre de 2019, começaram as filmagens do segundo capítulo do longa. No novo roteiro, Polícia Federal 2 narra os eventos passados após a condução coercitiva do ex-presidente Lula, que foi retratada ao fim do primeiro longa, mas não vai abordar vazamento das mensagens de Moro.

## Críticas e elogios
De acordo com Humberto Trezzi, do jornal Zero Hora, o filme "tem alguns pecados". "Na tela, procuradores da República e policiais federais interagem harmoniosamente, quando a relação entre eles muitas vezes é vista como tensa e antagonista no momento da condução das delações premiadas. O diretor optou por dar nomes reais aos políticos e empresários, mas deu pseudônimos aos policiais. O crítico questiona esta decisão artística de tratamento diverso. Até para driblar a acusação de maniqueísmo, alguns delegados-personagens dizem que votaram no PT e debatem a Lava-Jato em família".
De acordo com Katia Kreutz do site especializado CinemaScope, a frase de Rui Barbosa, que abre o filme, também poderia ser usada para a sua conclusão: "De tanto ver triunfar as nulidades, de tanto ver prosperar a desonra, de tanto ver crescer a injustiça, de tanto ver agigantarem-se os poderes nas mãos dos maus, o homem chega a desanimar da virtude, a rir-se da honra, a ter vergonha de ser honesto." "Quando as luzes se acendem, parte do público podem se levantar da poltrona envergonhados por viverem em um país onde a lei ainda não é, de fato, para todos".
Entre os telespectadores, o filme tem sido aplaudido ao fim das sessões de cinema. Segundo o diretor da distribuidora Downtown Filmes, "é como se o brasileiro tivesse encontrado na tela do cinema o grito contra a corrupção que estava preso na garganta".
De acordo com Artur Xexéo, do jornal O Globo, "Polícia Federal é um filme de mocinho e bandido que parte da premissa de que o mocinho é a Polícia Federal e o bandido, o Partido dos Trabalhadores".